# Daimler Motor Company
Daimler Motor Company byla jednou z nejstarších britských automobilek.
Firmu Daimler Motor Company založil roku 1896 Frederick Richard Simms. V roce 1960 podnik převzala společnost Jaguar. Tu od roku 2008 vlastní nadnárodní korporace Tata Motors. Jaguar (Tata Koncern) ukončil výrobu modelů Daimler v roce 2009.

## Modely
| Model                                      | čas         |
| ------------------------------------------ | ----------- |
| Daimler Double-Six                         | 1926 - 1937 |
| Daimler Majestic                           | 1958 - 1968 |
| Daimler SP250                              | 1959 - 1964 |
| Daimler 2½ litre                           | 1962 - 1969 |
| Daimler Sovereign                          | 1966 - 1969 |
| Daimler DS420                              | 1968 - 1992 |
| Daimler Sovereign                          | 1969 - 1986 |
| Daimler Double Six                         | 1972 - 1992 |
| Daimler XJ40, Double Six XJ81              | 1987 - 1995 |
| Daimler Six X300, Double Six X305, Century | 1995 - 1997 |
| Daimler V8/Super V8 X308                   | 1998 - 2002 |
| Daimler Super Eight                        | 2006 - 2009 |

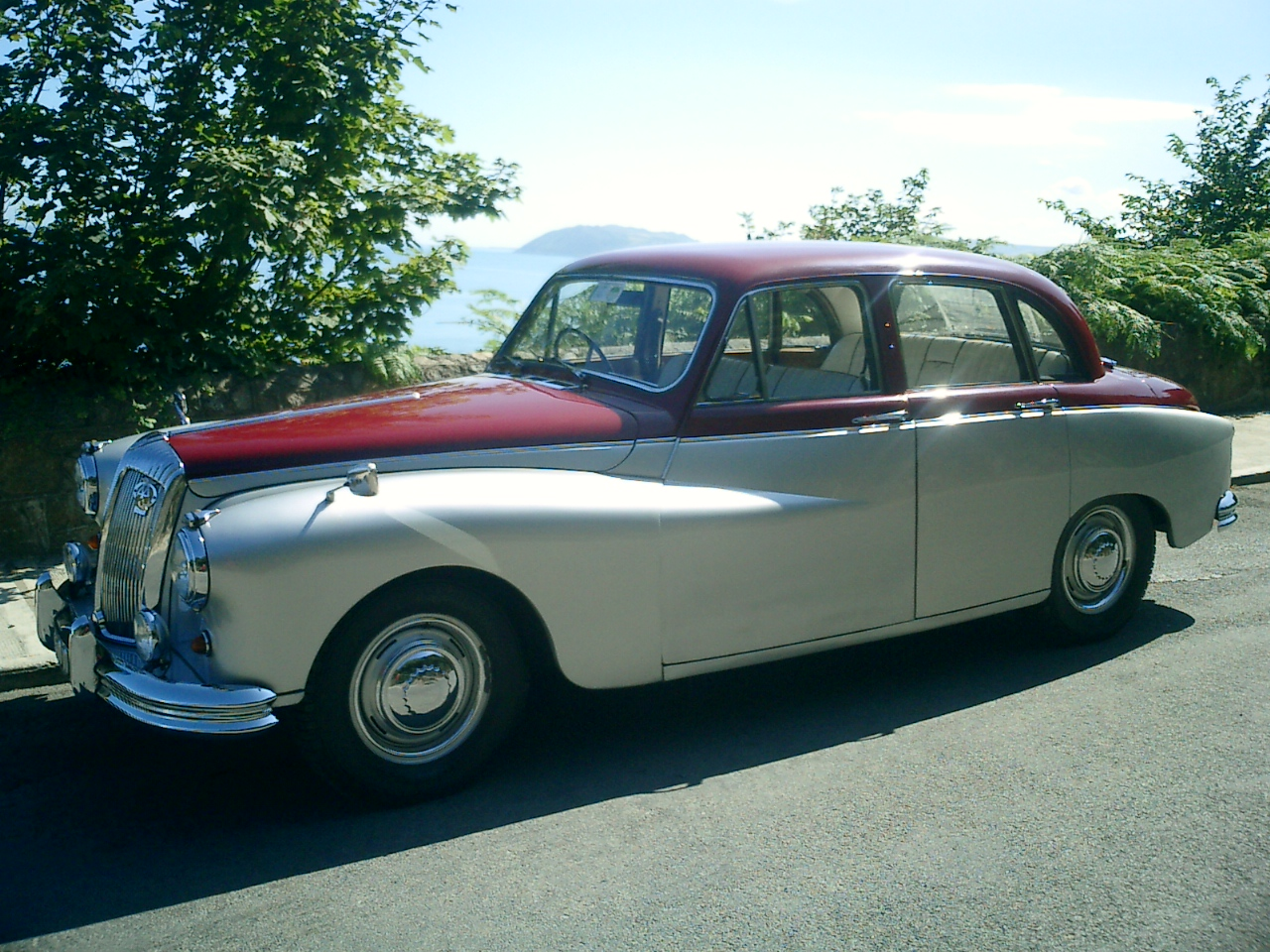
Daimler Majestic (1958-1968)
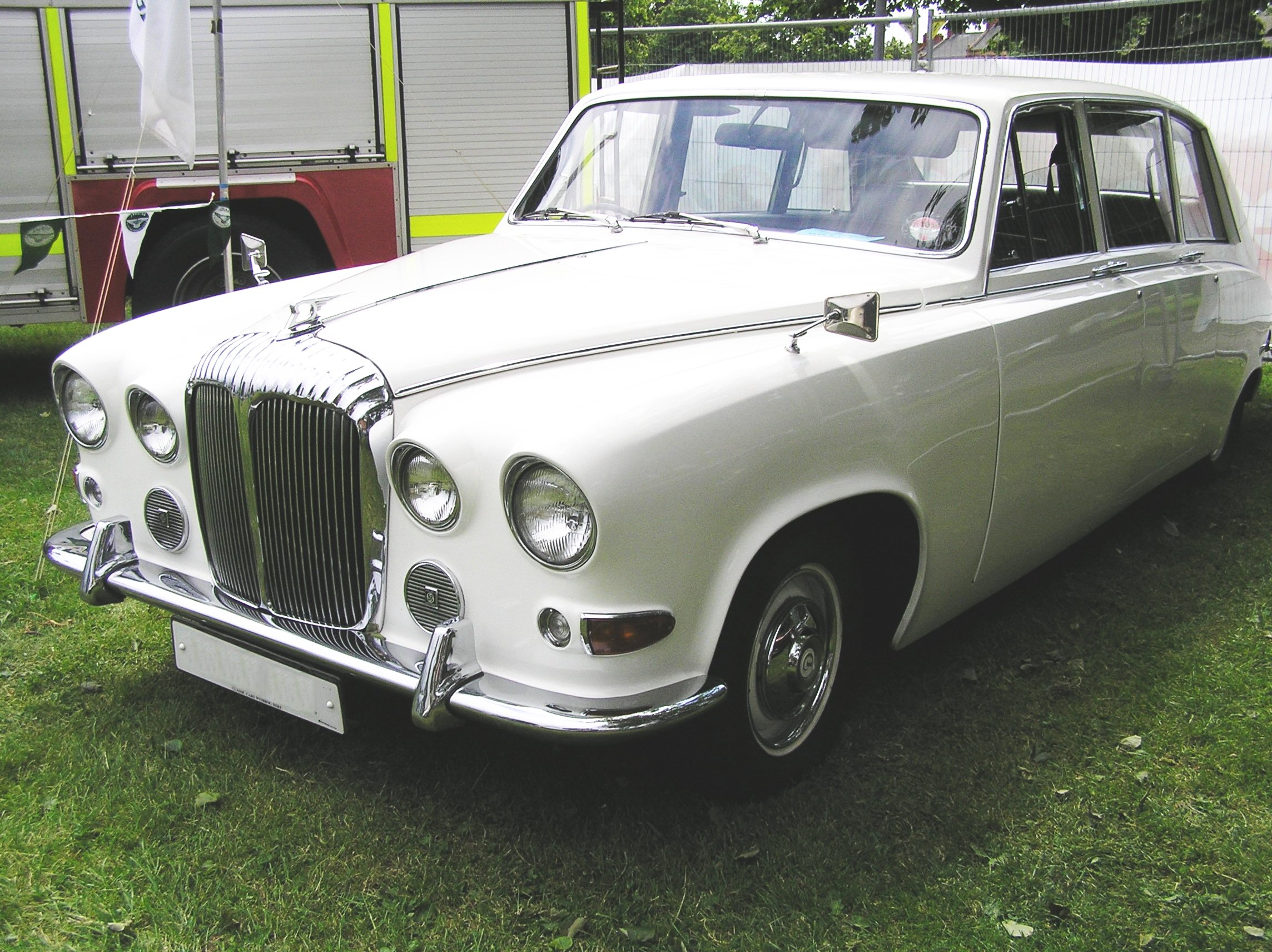
Daimler DS420 (1968-1992)
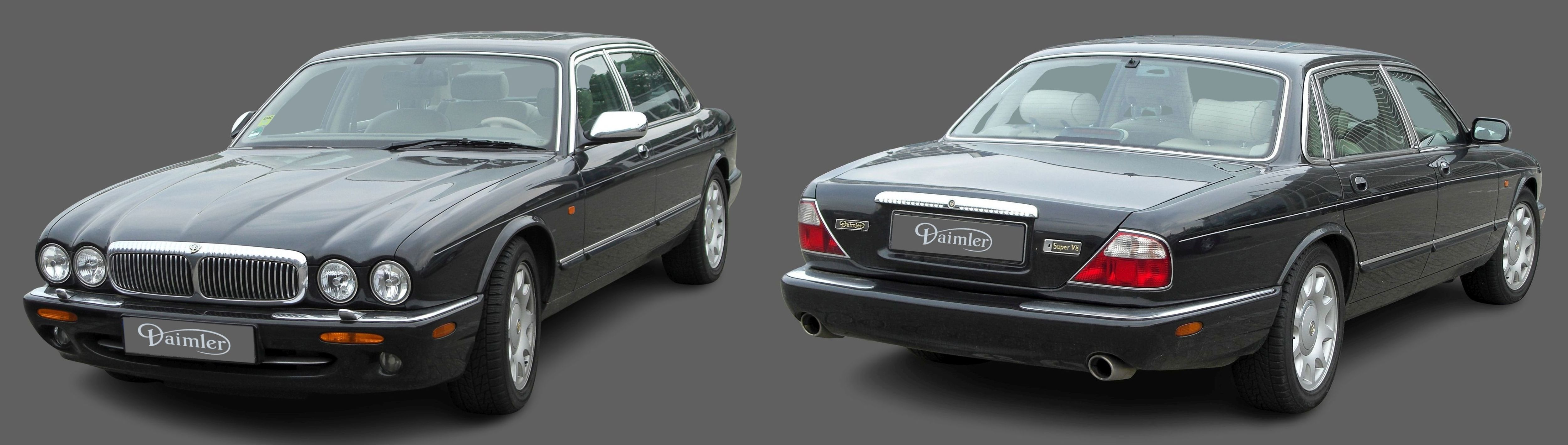
Daimler Super V8 (1998-2002)